# Montana (Film)
Montana ist ein US-amerikanischer Western aus dem Jahr 1950 von Ray Enright mit Errol Flynn und Alexis Smith in den Hauptrollen. Der Film wurde von Warner Bros. produziert.

## Handlung
Morgan Lane ist ein Schafzüchter, dessen Vater von Viehbaronen im Streit um Weideland vertrieben wurde. 1871 kehrt Lane nach Montana zurück. Er begegnet dem fahrenden Händler Otto Schultz, Poppa genannt, und begleitet ihn in die nächste Stadt. Dort gibt sich Lane als Geschäftspartner von Schultz aus.
Maria Singleton und ihr Verlobter Rod Ackroyd stehen den lokalen Viehzüchtern vor. Immer noch als Partner von Schultz agierend fragt Lane nach dem Grund der Feindseligkeit der Rancher gegenüber den Schafzüchtern. Während einige Viehzüchter misstrauisch werden, verrät der alte Ranchvorarbeiter Tecumseh Burke Lane, dass er seine wahre Identität kenne.
Lane wird von Maria zum Abendessen eingeladen. Neben Ackroyd ist auch ihr Nachbar George Forsythe anwesend. Später wettet Lane mit Ackroyd, dass er jedes Pferd reiten könne. Ackroyd stellt ihm ein besonders aggressives Pferd bereit. Lane gewinnt die Wette trotz eines von Ackroyd manipulierten Sattelgurtes. Maria will Lane ein wenig Land zur Verfügung stellen. Sie glaubt, dass er als Viehzüchter beginnen will und macht klar, wie wenig sie von Schafzüchtern hält.
Lanes wahre Absichten werden offensichtlich. Der Rancher Slim Reeves schlägt Lane zusammen, der von Burke gerettet wird. Es stellt sich heraus, dass die kleinen Viehzüchter wie Reeves von den großen Viehbaronen verdrängt werden. Lane macht den Vorschlag, dass Vieh- und Schafzüchter nebeneinander das Land nutzen können. Er will auch Forsythe überzeugen, der jedoch nicht gegen seine Nachbarn agieren will.
Forsythe arrangiert ein Treffen mit Maria und Ackroyd. Ackroyd sagt ab, um sich heimlich mit einer anderen Frau treffen zu können. Maria und Forsythe diskutieren über Vor- und Nachteile einer gemeinsamen Weidenutzung, wobei die Rancher Marias ablehnende Haltung unterstützen. Als Forsythe verkündet, dass er Lanes Vorschlag annehmen werde, wird er von dem aufgebrachten Reeves getötet, der anschließend selbst von Lane erschossen wird.
Sheriff Overby, der weiß, dass sich seine Freundin mit Ackroyd getroffen hat, warnt Lane vor Ackroyds Plan, mit einer Stampede die Schafe zu vertreiben. Lane, seine Leute und der Sheriff können die Stampede verhindern, doch Ackroyd wird durch ausgescheuchte Rinder zu Tode getrampelt. Maria verwundet Lane, während der versucht, die Rinder abzuhalten, durch die Stadt zu laufen. Sie bereut ihre Tat und beschließt, Lanes Vorschlag der gemeinsamen Nutzung des Weidelandes zuzustimmen.

## Produktion
Gedreht wurde der Film von Ende August bis Mitte November 1948 in Arizona sowie auf der Movie Ranch von Warner Bros. in Calabasas.

## Stab und Besetzung
Milo Anderson war der Kostümbildner, Sidney Cutner und Leo Shuken die Orchesterleiter.
In kleinen nicht im Abspann erwähnten Nebenrollen traten Dorothy Adams, Gertrude Astor, Monte Blue, Lane Chandler (als Sheriff Overby), Creighton Hale, Hank Mann, Almira Sessions, Forrest Taylor und Tom Wilson auf.

## Veröffentlichung
Die Premiere des Films fand am 10. Januar 1950 in Helena (Montana) statt. Der allgemeine Kinostart in den USA erfolgte am 28. Januar 1950. In der Bundesrepublik Deutschland kam er am 23. März 1951 in die Kinos, in Österreich am 26. Oktober 1951.

## Kritiken
Das Lexikon des internationalen Films schrieb: „Kleiner Western mit gut konstruierter Handlung und gekonnt einbezogener Landschaft.“
Die Filmzeitschrift Cinema hingegen befand: „Kuriosum in diesem vor imposanter Kulisse inszenierten Edel-Langweiler: Errol Flynn singt! Fazit: Unaufgeregter, romantischer kleiner Western.“
Virginia Graham, Kritikern der britischen Zeitschrift The Spectator, sah einen Film, der die gewohnten Pfade des Westerns nicht verlässt. Flynn und Smith seien alles andere als ungewöhnlich. Dass in einem Film wie diesem jedoch Schafe mitspielen, sei so unüblich, dass man sich leicht erfrischt fühlen könne. Die Schafe absolvieren ihre Dialoge überzeugend.